# Tantallon Castle
Tantallon Castle je zřícenina středověkého hradu, ležící asi 5 km východně od skotského města North Berwick. Plocha obytných prostor hradu zaujímala 1 100 m², hlavní hradba je vysoká zhruba 15 m a široká 3,5 m.